# Seine-Maritime
Koordináták: é. sz. 49° 40′, k. h. 0° 50′49.666667°N 0.833333°E
A Seine-Maritime (IPA: [ˌsɛnmaʁiˈtim]) megyét az alkotmányozó nemzetgyűlés 1790. március 4-ei határozata nyomán hozták létre a francia forradalom idején.

## Elhelyezkedése
Seine-Maritime a Felső-Normandia régióban fekszik. Délen az Eure, keleten a Somme és az Oise megyék határolják.

## Települések
A megye legnagyobb városai 2011-ben:

| Település                | Népesség (fő, 2011) |
| ------------------------ | ------------------- |
| Le Havre                 | 174 156             |
| Rouen                    | 111 553             |
| Dieppe                   | 31 963              |
| Sotteville-lès-Rouen     | 28 835              |
| Saint-Étienne-du-Rouvray | 28 102              |
| Le Grand-Quevilly        | 24 930              |
| Le Petit-Quevilly        | 21 898              |
| Bois-Guillaume           | 21 270              |
| Mont-Saint-Aignan        | 19 341              |
| Fécamp                   | 19 207              |